# Мізюринці
Мізю́ринці — село в Україні, у Великодедеркальській сільській громаді Кременецького району Тернопільської області.
Від вересня 2015 року ввійшло у склад Великодедеркальської сільської громади. Розташоване на сході району.

## Історія
На 1936 рік село входило до ґміни Дедеркали Кременецького повіту. 
12 червня 2020 року, відповідно до розпорядження Кабінету Міністрів України № 724-р «Про визначення адміністративних центрів та затвердження територій територіальних громад Тернопільської області» увійшло до складу Великодедеркальської сільської громади.
19 липня 2020 року, в результаті адміністративно-територіальної реформи та ліквідації Шумського району, село увійшло до складу Кременецького району.

## Населення

### Мова
Розподіл населення за рідною мовою за даними перепису 2001 року:
| Мова       | Кількість | Відсоток |
| ---------- | --------- | -------- |
| українська | 344       | 98.85%   |
| російська  | 4         | 1.15%    |
| Усього     | 348       | 100%     |

## Географія
На південно-східній околиці села бере початок річка Безіменна.

## Релігія
- церква апостола Іоана Боголослова (ПЦУ, 1910, дерев’яна).

## Пам'ятки

### Пам'ятник Тарасові Шевченку
Пам'ятка монументального мистецтва місцевого значення.
Встановлений 1987 р. Скульптор – І. Мулярчук.
Погруддя, постамент – бетон.
Погруддя – 0,9 м, постамент – 1,8 м.

## Відомі люди

### Народилися
- Лавренюк Венедикт Антонович (1933—2006) — український етнограф, краєзнавець і музеєзнавець, багаторічний директор Тернопільського обласного краєзнавчого музею, перший голова Тернопільської обласної організації Всеукраїнської спілки краєзнавців.

### Проживали
Марчук Сергій (1967-2022) — учасник російсько-української війни, український військовик.

## Галерея

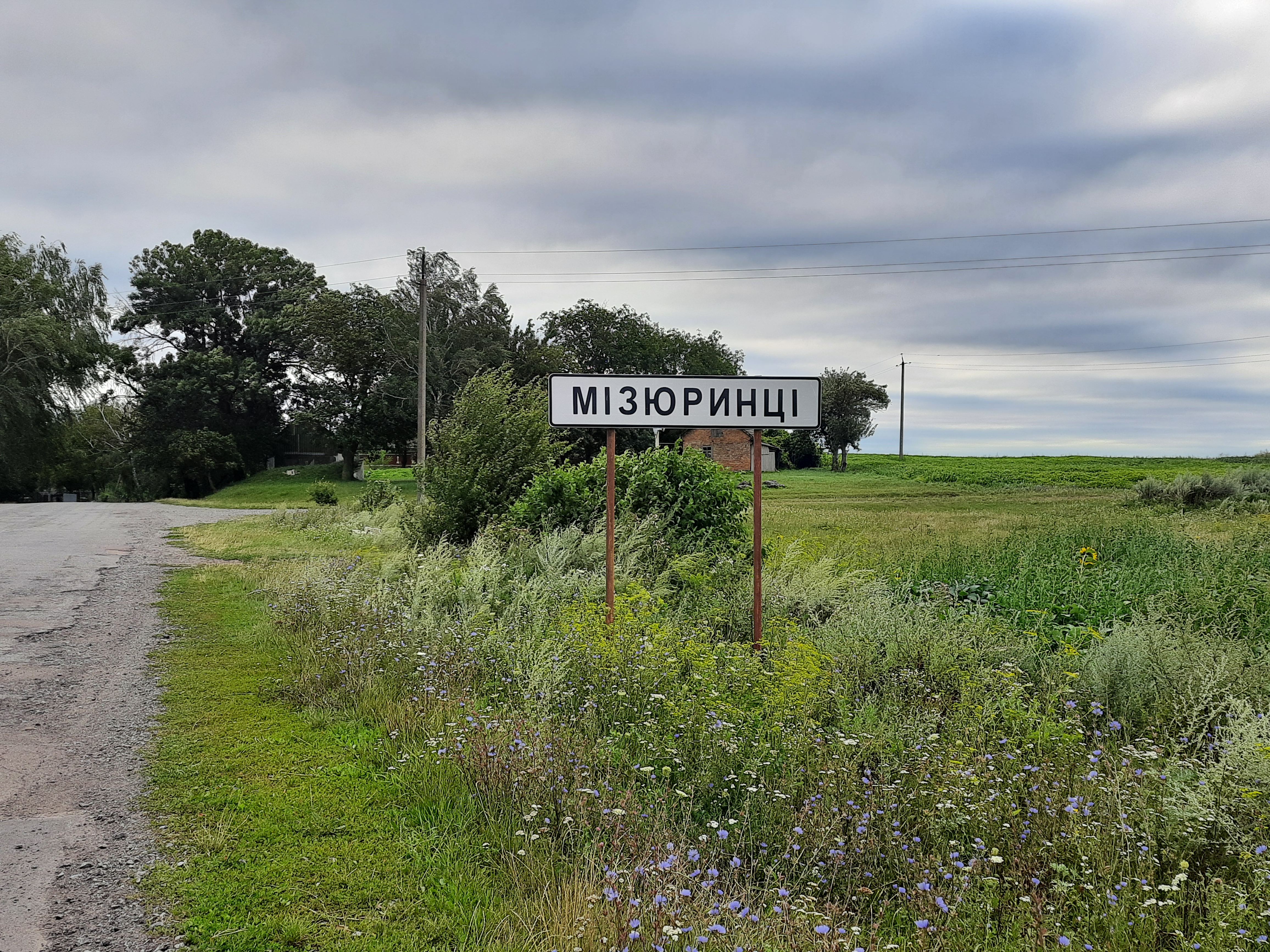
Дорожній знак при в'їзді в село
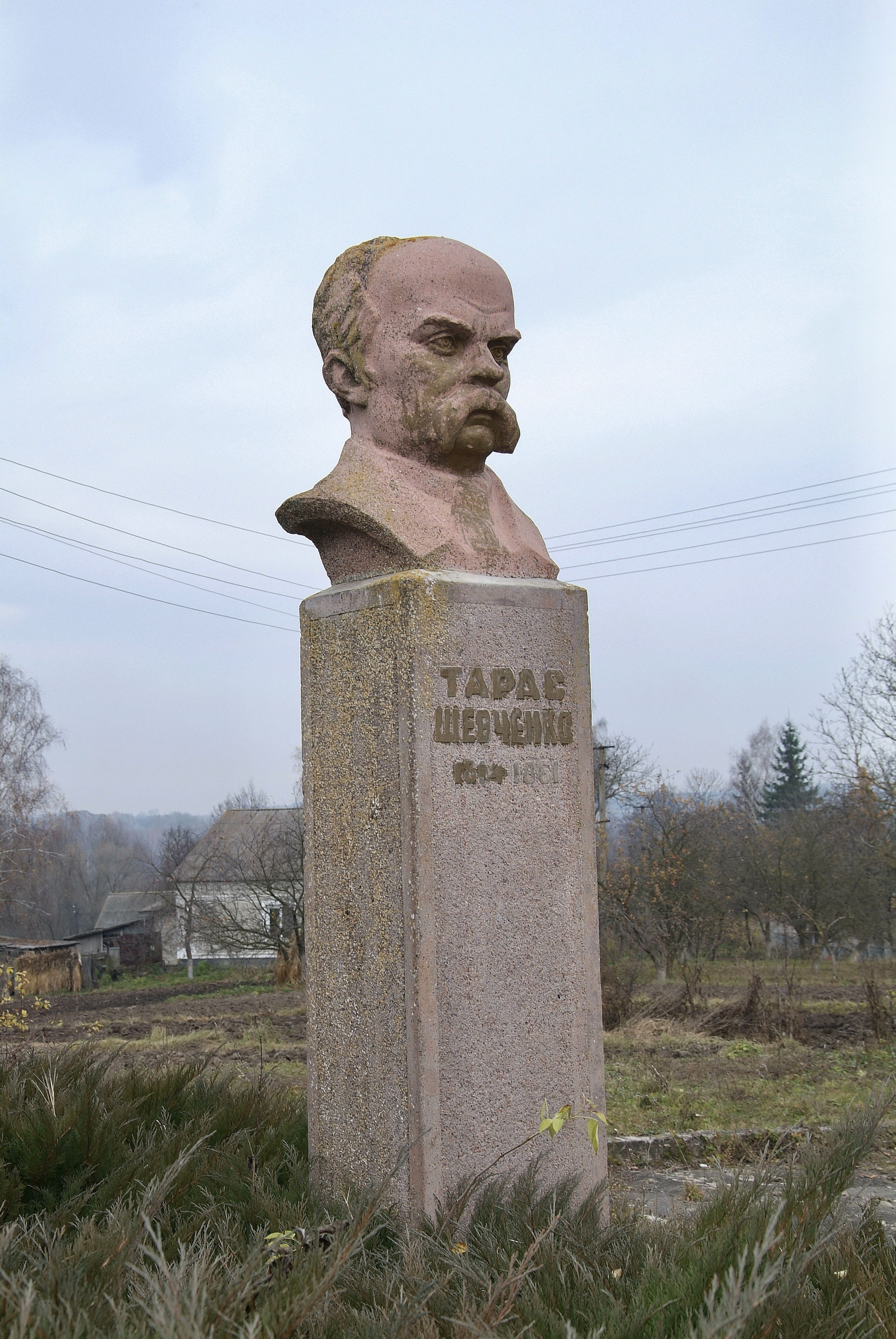
Пам'ятник Тарасові Шевченку
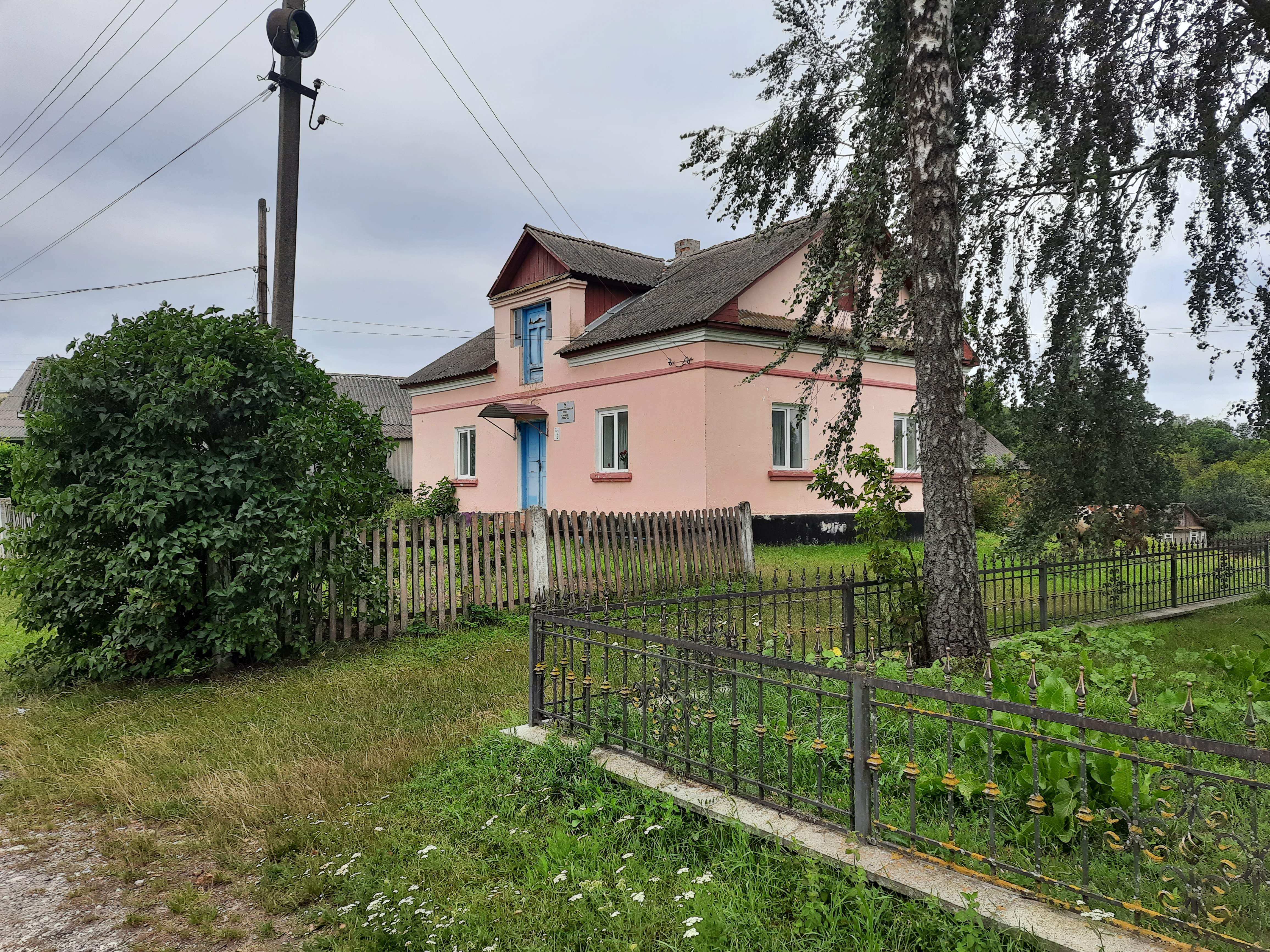
Фельдшерсько-акушерський пункт
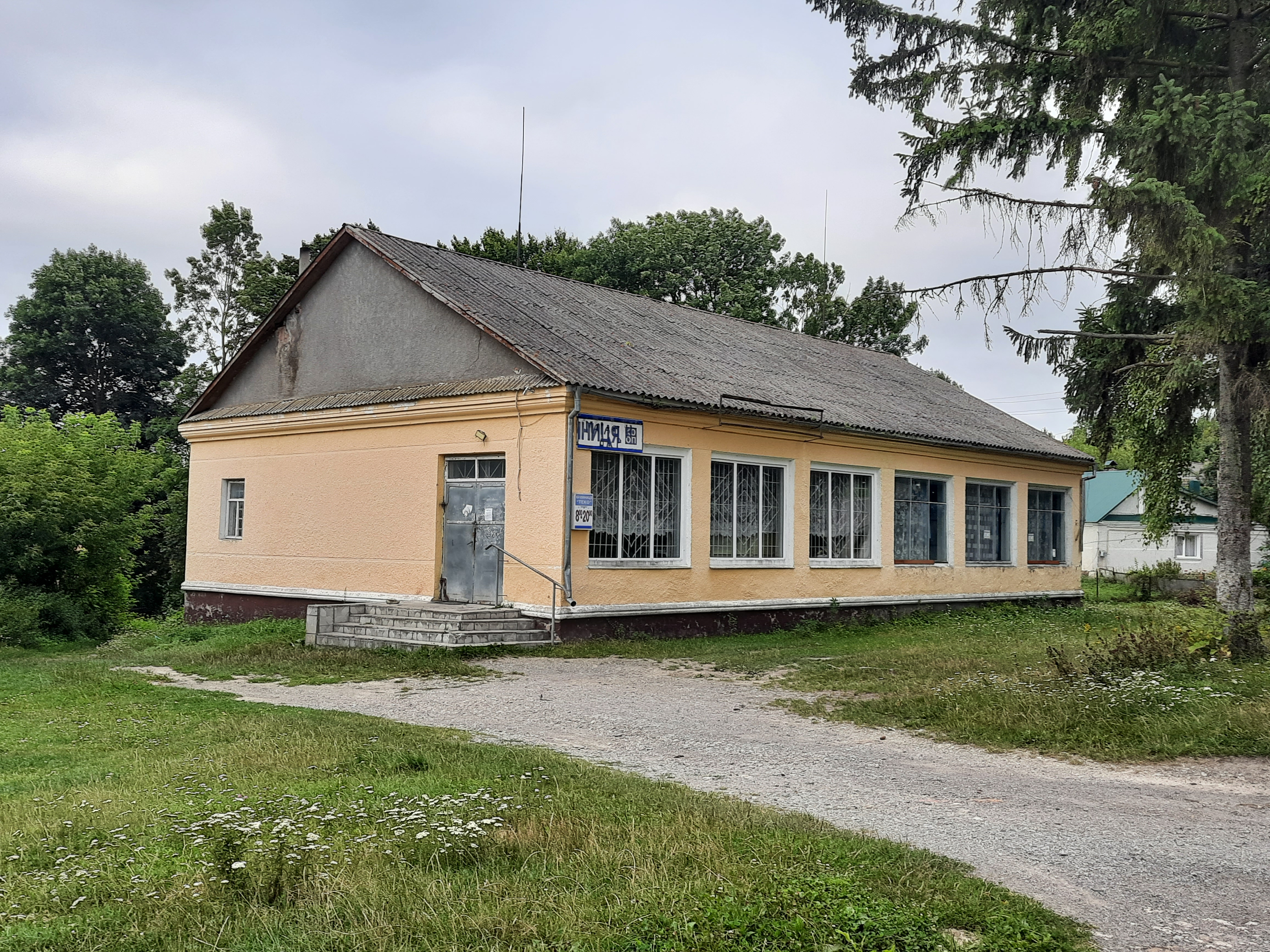
Крамниця
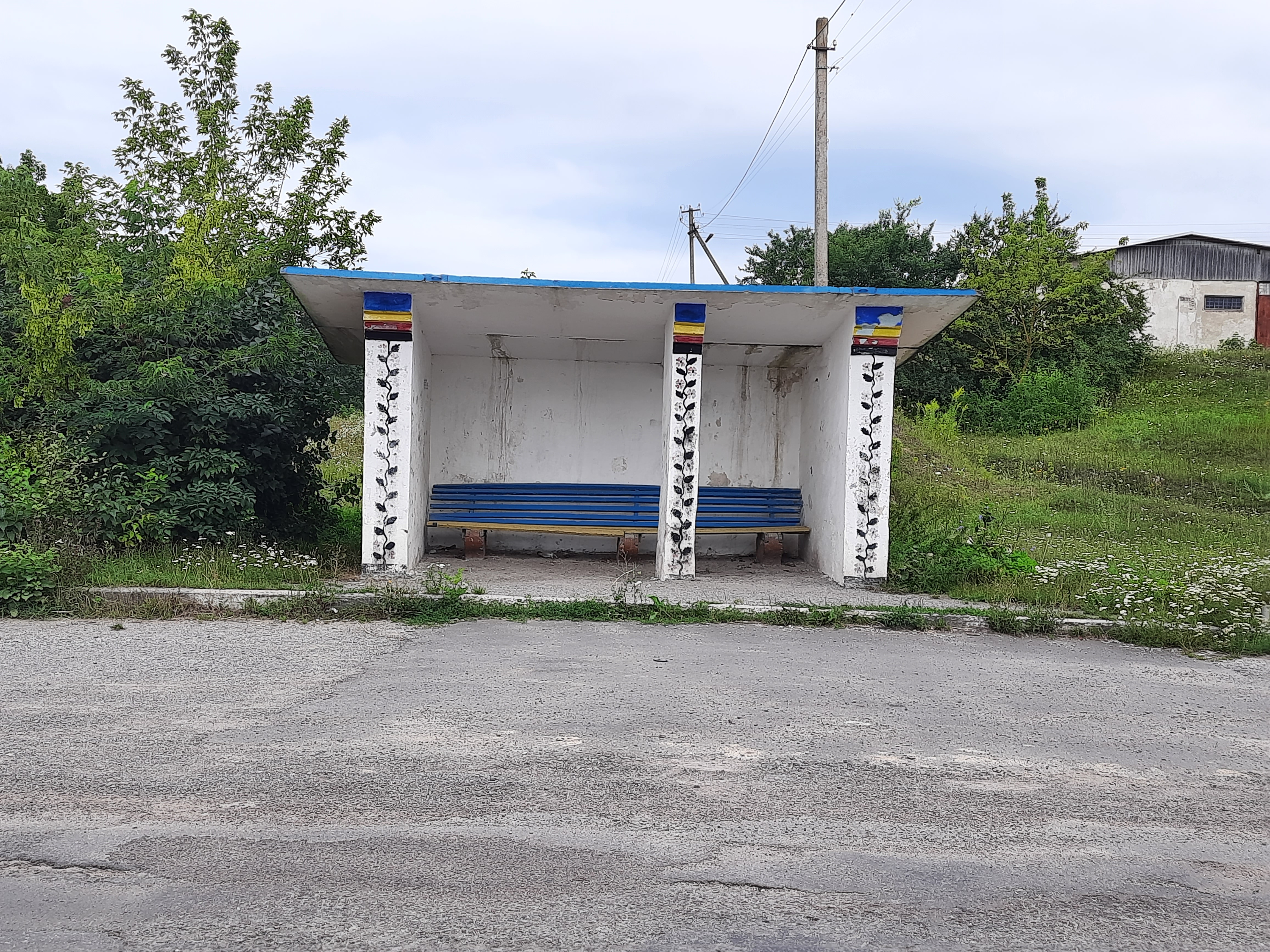
Автобусна зупинка
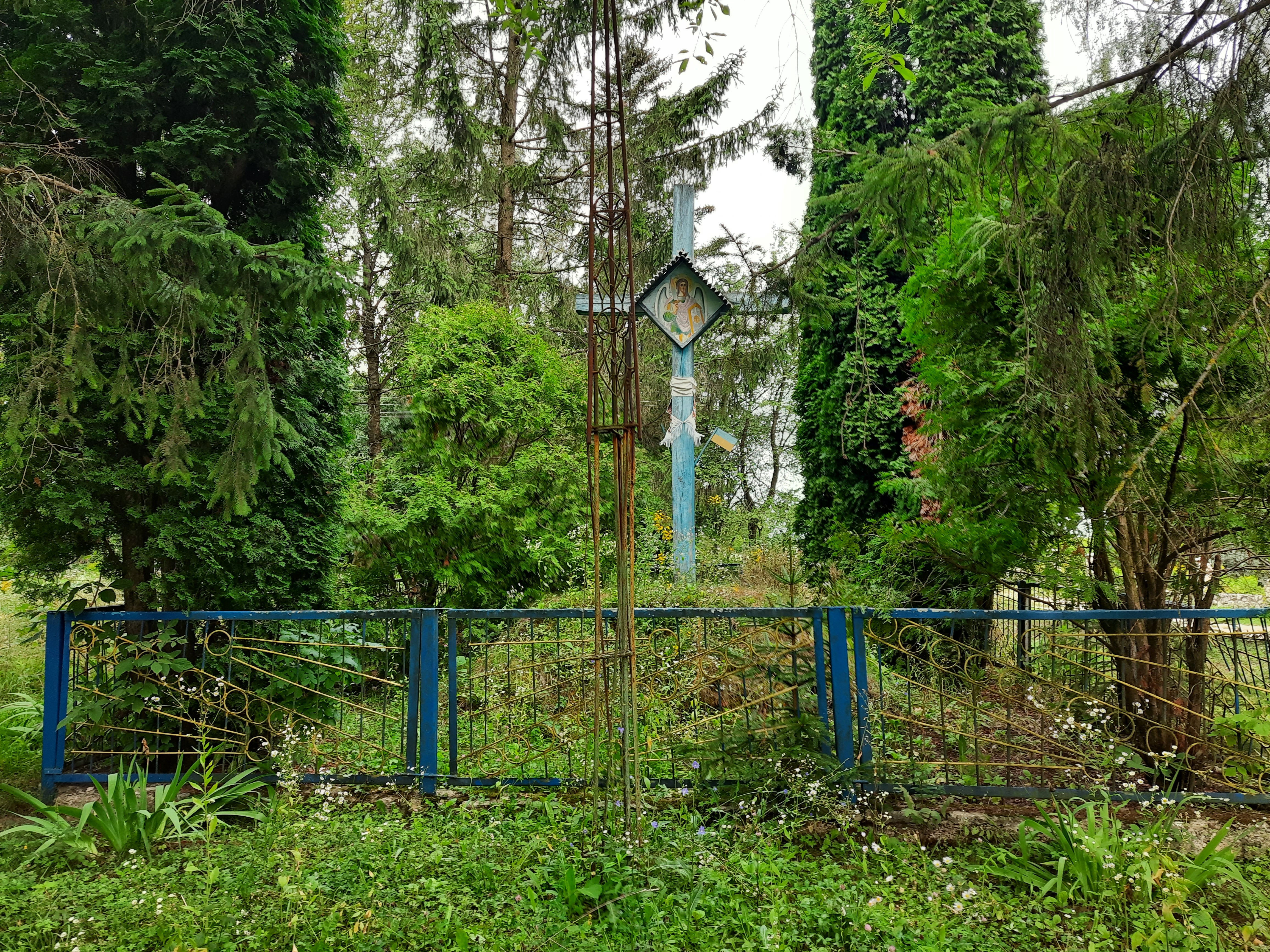
Пам'ятний хрест
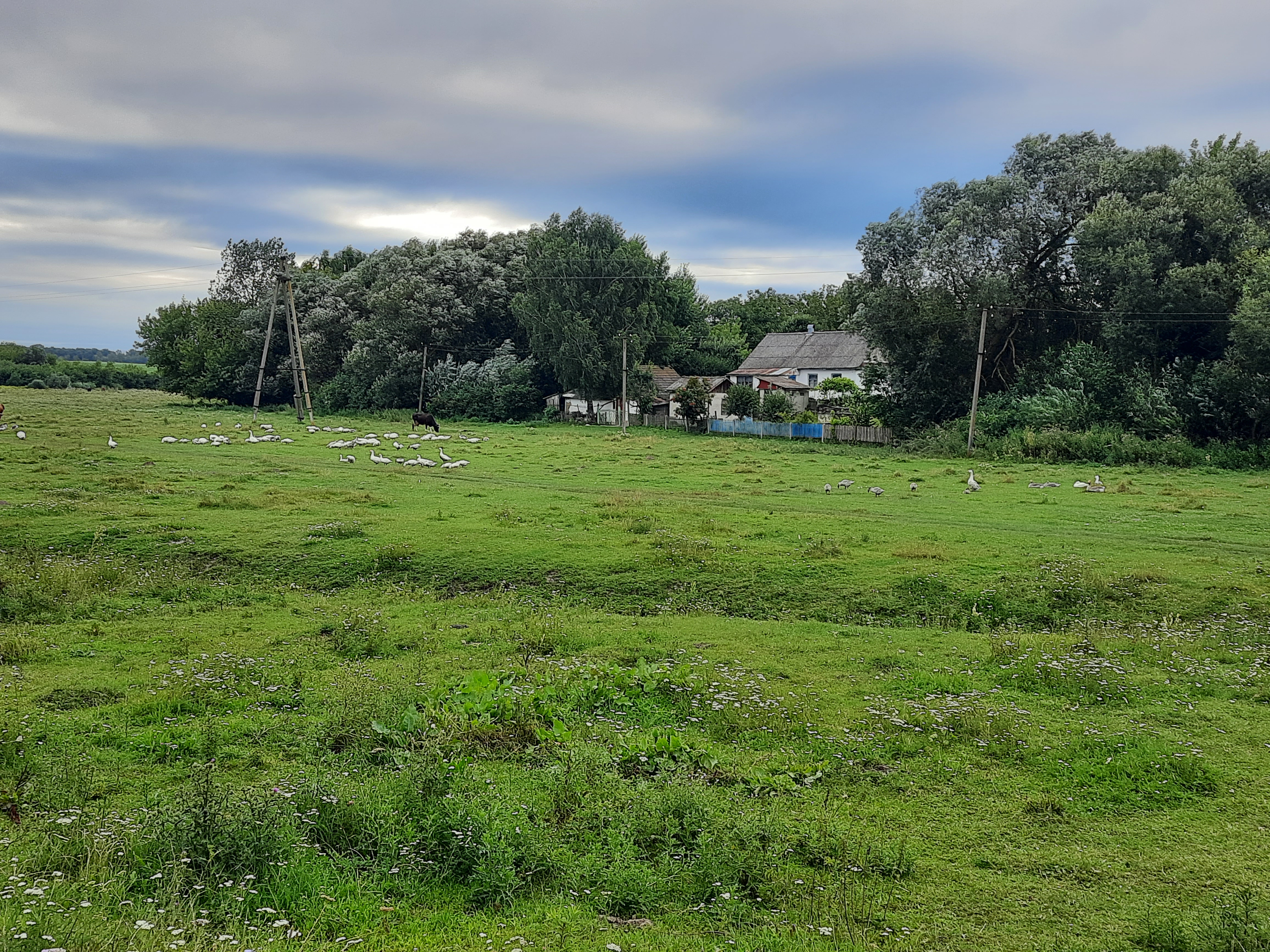
Сільський краєвид